# Equació de comptabilitat
L'equació de comptabilitat, o equació comptable, és un dels conceptes fonamentals en comptabilitat, sent la base sobre la qual se sustenta el sistema comptable per partida doble. Es defineix, sota els principis de comptabilitat generalment acceptats, de la següent forma:
D'aquesta forma, la suma del valor dels comptes de l'actiu haurà de ser igual a la suma de valor dels comptes del passiu més la suma del valor dels comptes del patrimoni.
A Lucca Pacioli se li reconeix l'ésser el primer a publicar una descripció del mètode de comptabilitat que els mercaders venecians van utilitzar durant el renaixement italià, la comptabilitat per partida doble.